# エルンスト・フリードリヒ (バーデン＝ドゥルラハ辺境伯)
エルンスト・フリードリヒ（Ernst Friedrich, 1560年10月17日 - 1604年4月14日）は、バーデン＝ドゥルラハ辺境伯（在位：1584年 - 1604年）。辺境伯領の北部を統治した。1584年に成人すると権力を掌握し、辺境伯領に最初のギムナジウム（en）を設立した。ルター派からカルヴァン派への改宗とオーバー・バーデンの占領は、皇帝との間に深刻な対立を引き起こし、その結果はニーダー・バーデンに損害を与え、最終的には領土の喪失につながった。

## 生涯
エルンスト・フリードリヒは、バーデン＝ドゥルラハ辺境伯カール2世とアンナ・フォン・プファルツ＝フェルデンツの長男として生まれた。1577年以降、後見人であったルター派のヴュルテンベルク公ルートヴィヒの宮廷で教育を受けた。

### 摂政による統治期間（1577年 - 1584年）
父の死後、母アンナ、プファルツ選帝侯ルートヴィヒ6世（1583年まで）、プファルツ＝ノイブルク公フィリップ・ルートヴィヒおよびヴュルテンベルク公ルートヴィヒ「敬虔公」で構成される摂政団が組織された。未成年のエルンスト・フリードリヒがバーデン＝ドゥルラハ辺境伯領を継承したとき、摂政団は代わってバーデン＝ドゥルラハ辺境伯領を統治した。

### 領土の分割
エルンスト・フリードリヒとその弟ヤーコプは、2人とも自身の領地を持ちたいと考えていた。父カール2世の最後の遺言書ではそれが禁じられていたが、まだ署名も封印もされていなかったため、残った後見人たちはエルンスト・フリードリヒらに譲歩し領地を分割することに決めた。エルンスト・フリードリヒはドゥルラハとプフォルツハイムの町を含むニーダー・バーデンを獲得した。
弟のヤーコプとゲオルク・フリードリヒも領地の一部を譲り受けたため、領地はさらに分割された。ヤーコプの死後、1590年にバーデン＝ハッハベルク辺境伯領はエルンスト・フリードリヒに戻された。最終的に末弟ゲオルク・フリードリヒがエルンスト・フリードリヒの死後、バーデン＝ドゥルラハ辺境伯領全土を統合させることができた。

### 結婚
エルンスト・フリードリヒは1585年12月21日にオストフリースラント伯エッツァルト2世の娘で後見人プファルツ選帝侯ルートヴィヒ6世の未亡人であったアンナ・フォン・オストフリースラント（1562年6月26日 - 1621年4月21日）と結婚した。この結婚で子供は生まれなかった。